# پروانه (فیلم ۲۰۰۰)
«پروانه» (انگلیسی: Butterfly) فیلمی در ژانر مستند است که در سال ۲۰۰۰ منتشر شد.